# كيفين ويليامز (كرة سلة)
كيفين ويليامز (بالإنجليزية: Kevin Williams)‏ مواليد 11 سبتمبر 1961 في نيويورك، هو لاعب كرة سلة أمريكي سابق. بدأ مسيرته الاحترافية في سنة 1983. تم اختياره من قبل فريق سان أنطونيو سبرز خلال الدرافت. يبلغ طوله 6 قدم 2 بوصة (1.9 م). اعتزل اللعب في 1995.

## المسيرة الاحترافية
لعب مع سان أنطونيو سبرز في سنة 1983، ثم لعب مع كليفلاند كافالييرز في موسم 1984–1985، ثم لعب مع سياتل سوبرسونيكس من سنة 1986 إلى 1988، ثم لعب مع بروكلين نتس في موسم 1988–1989، ثم لعب مع لوس أنجلوس كليبرز في سنة 1989.

## روابط خارجية
- كيفين ويليامز على موقع إن بي أي (الإنجليزية)
- كيفين ويليامز على موقع سبورتس رفرنس (الإنجليزية)
- كيفين ويليامز على موقع كلية كرة السلة في سبورتس رفرنس.كوم (الإنجليزية)
- كيفين ويليامز على موقع ريلجم (الإنجليزية)
- كيفين ويليامز على موقع بروبوليرز (الإنجليزية)